# Hamburger Gomeza
Hamburger Gomeza (również IRAS 18059-3211) – mgławica protoplanetarna znajdująca się w gwiazdozbiorze Strzelca. Została odkryta w 1985 roku przez chilijskiego astronoma Arturo Gómeza w Obserwatorium Cerro Tololo. Mgławica ta jest odległa o około 6500 lat świetlnych od Ziemi. 
Nazwa mgławicy nawiązuje do hamburgera, gdyż jej centralna gwiazda, czerwony olbrzym, jest otoczona i zasłonięta przez gruby, ciemny pas pyłu. Gwiazda ta ma temperaturę powierzchni około 10 000 °C. Odrzuca ona swoje warstwy zewnętrzne aż ostatecznie jej gorące jądro zostanie odsłonięte, a promieniowanie nadfioletowe podgrzewając otaczające gwiazdę obłoki pyłu uformuje mgławicę planetarną. Ponieważ formowanie mgławicy planetarnej nie trwa zbyt długo możliwość obserwowania mgławicy na tak wczesnym etapie zdarza się wyjątkowo rzadko. W ciągu 1000 najbliższych lat gwiazda centralna nie będzie już wystarczająco gorąca, by odparowywać otaczający ją pył. Hamburger Gomeza nie ma zbyt dużych rozmiarów, lecz będzie się nadal rozszerzać, gdyż gwiazda centralna w dalszym ciągu odrzuca materię.